# Epomophorus wahlbergi
Epomophorus wahlbergi је врста сисара из реда слепих мишева и породице велики љиљци.

## Распрострањење
Ареал врсте Epomophorus wahlbergi обухвата већи број држава у Африци. 
Врста има станиште у Сомалији, Замбији, Зимбабвеу, Јужноафричкој Републици, Анголи, Кенији, Танзанији, Републици Конго, ДР Конгу, Габону, Малавију, Руанди, Свазиленду, Уганди, Боцвани и Бурундију.
Присуство је непотврђено у Камеруну и Екваторијалној Гвинеји.

## Станиште
Станишта врсте су шуме и речни екосистеми. Врста је по висини распрострањена од нивоа мора до 2.000 метара надморске висине.

## Угроженост
Ова врста је наведена као последња брига, јер има широко распрострањење и честа је врста.